# All About Us
All About Us é uma sitcom que foi exibida pela NBC em seu bloco de programação direcionado para jovens, o TNBC. O seriado era focado na vida de quatro garotas que viviam e estudavam em Chicago. As garotas tinham diversos talentos, e claro, idéias diferentes, mas mostravam aos telespectadores soluções criativas para problemas rotineiros e como lidar com eles. Por fim, acabou por ser cancelado depois de uma única temporada. Scarlett Pomers era a primeira escolha para interpretar a protagonista, mas o papel foi para Alecia Elliott, e ela acabou por encontrar a fama ao entrar para o elenco de Reba.

## Elenco
- Alecia Elliott como Alecia Alcott
- Marieh Delfino como Niki Merrick
- Crystal Celeste Grant como Sierra Jennings
- Alicia Lagano como Cristina "Cris" Castelli

### Participações especiais
- Eddie Matos como Steven Castelli
- Marcus Coloma como Sean
- Drew Tyler Bell como Ethan
- Shannon O'Hurley como Donna Alcott
- Joel Anderson como Charlie Alcott

## Episódios
All About Us foi uma sitcom da NBC, que por diversos problemas, como baixa audiência, teve apenas 13 episódios e uma única temporada.
| #  | Título                     | Exibição Original      |
| -- | -------------------------- | ---------------------- |
| 1  | Truth of Dare              | 4 de agosto de 2001    |
| 2  | The Grass Is Always Pinker | 11 de agosto de 2001   |
| 3  | Flawed Logic               | 18 de agosto de 2001   |
| 4  | Sweet Little Lies          | 25 de agosto de 2001   |
| 5  | No Questions Asked         | 1 de setembro de 2001  |
| 6  | Sierra Meets Her Match     | 22 de setembro de 2001 |
| 7  | No Means No                | 29 de setembro de 2001 |
| 8  | First Snow                 | 6 de outubro de 2001   |
| 9  | Basic Black                | 13 de outubro de 2001  |
| 10 | The Scare                  | 20 de outubro de 2001  |
| 11 | Behind the Music           | 27 de outubro de 2001  |
| 12 | The Making of…             | 3 de novembro de 2001  |
| 13 | New Girl in Town           | 10 de novembro de 2001 |